# Джуркань
Джуркань, Джуркані (рум. Giurcani) — село у повіті Васлуй в Румунії. Входить до складу комуни Геджешть.
Село розташоване на відстані 252 км на північний схід від Бухареста, 44 км на південний схід від Васлуя, 101 км на південь від Ясс, 95 км на північ від Галаца.

## Населення
За даними перепису населення 2002 року у селі проживали 652 особи, з них 651 особа (99,8%) румунів. Усі жителі села рідною мовою назвали румунську.